# Деушу
Деушу (рум. Deușu) — село у повіті Клуж в Румунії. Входить до складу комуни Кінтень.
Село розташоване на відстані 339 км на північний захід від Бухареста, 14 км на північний захід від Клуж-Напоки.

## Населення
За даними перепису населення 2002 року у селі проживали 252 особи, з них 250 осіб (99,2%) румунів. Рідною мовою 250 осіб (99,2%) назвали румунську.